# Пинеман, Ян Виллем
Ян Виллем Пинеман (нидерл. Jan Willem Pieneman; 1779—1853) — нидерландский живописец академического направления. Получил известность как мастер реалистичных портретов и крупномасштабных картин из истории Нидерландов, в том числе «Сражение при Ватерлоо», на котором увековечил семьдесят военных деятелей.

## Биография
Родился 4 ноября 1779 года в деревне Абкауде, недалеко от Амстердама. Обучался в Художественной академии Амстердама. В 1805 году был назначен учителем рисования в артиллерийское подразделение инженерно-учебного центра в Амерсфорте.
Пинеман был временным директором галереи Маурицхёйс В 1820 году он был назначен первым директором Королевской академии изящных искусств в Амстердаме, а с 1844 по 1847 годы был директором Рейксмюсеума в Амстердаме.
Ян Виллем Пинеман был наставником и воспитателем целой плеяды молодых художников, среди которых были Йозеф Исраэлс, Хендрик ван де Санде Бакхёйзен, Луи Мейер, Бернард те Гемпт, Ян Якоб Спохлер и другие.
Умер 8 апреля 1853 года в Амстердаме.
Сын — Николас (1809—1860) — также был художником.

## Галерея

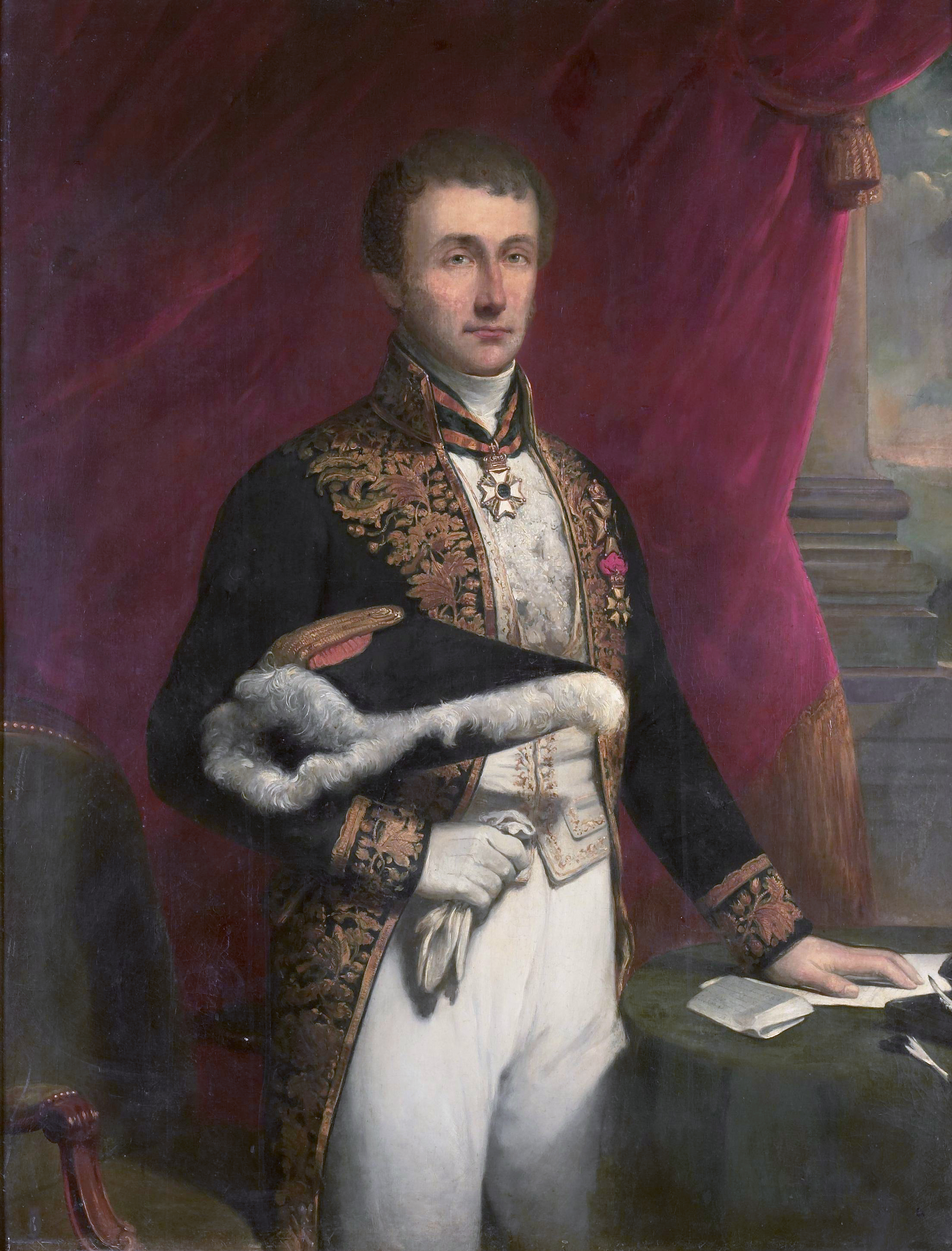
Питер Меркус
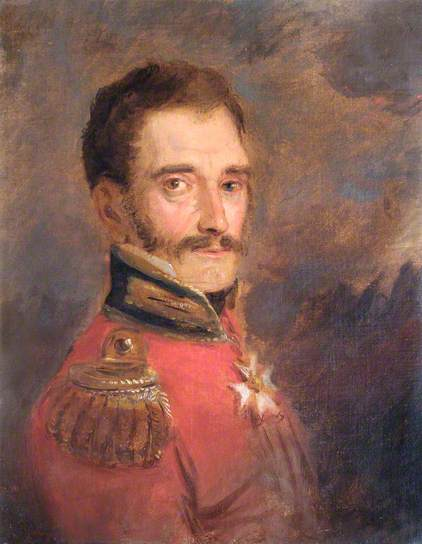
Джон Эллей
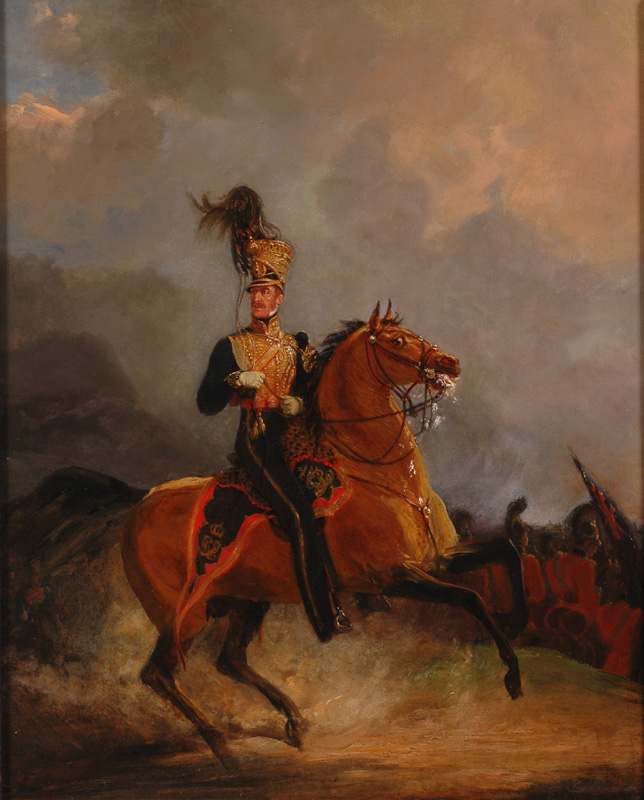
Генри Уильям Энглси, граф Аксбридж
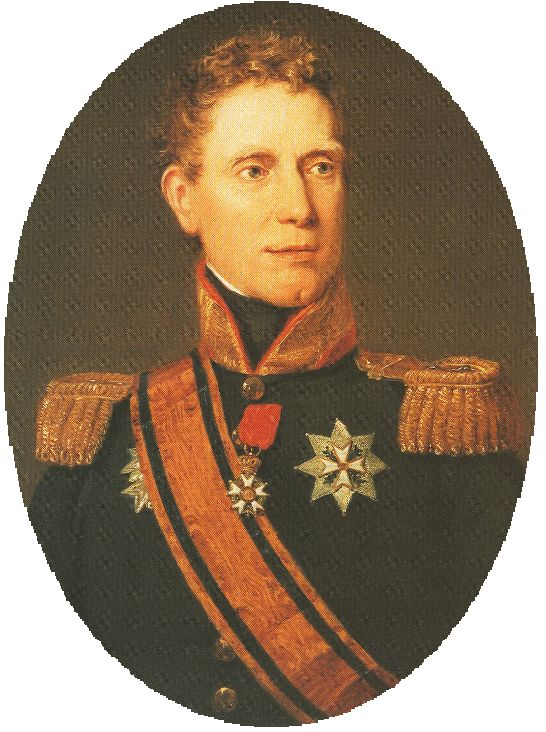
Ян Виллем Янсенс